# Bostrichinae
Bostrichinae là một phân họ của Bộ Cánh cứng.

## Hình ảnh

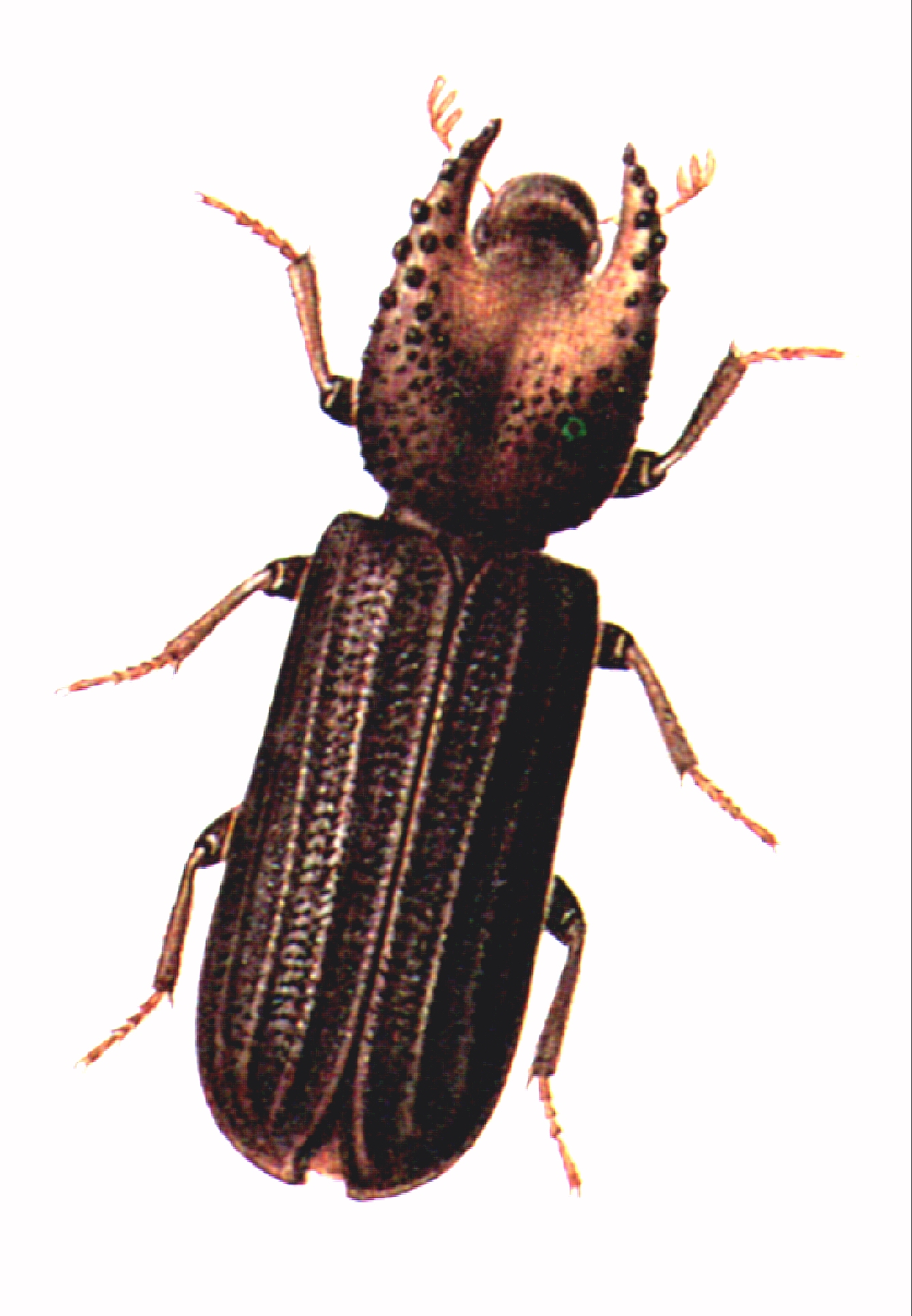